# La Table
La Table ist eine französische Gemeinde mit 432 Einwohnern (Stand: 1. Januar 2022) im Département Savoie in der Region Auvergne-Rhône-Alpes (vor 2016 Rhône-Alpes). Sie liegt im Arrondissement Chambéry und dem Kanton Montmélian (bis 2015 La Rochette). 

## Lage
La Table liegt etwa 27 Kilometer ostsüdöstlich von Chambéry. Umgeben wird La Table von den Nachbargemeinden Villard-Léger und Champlaurent im Norden, Bourget-en-Huile im Osten und Nordosten, Saint-Alban-d’Hurtières im Osten, Le Verneil im Süden, Valgelon-La Rochette (mit Étable) und Rotherens im Südwesten sowie Villard-Sallet im Westen.

## Weblinks

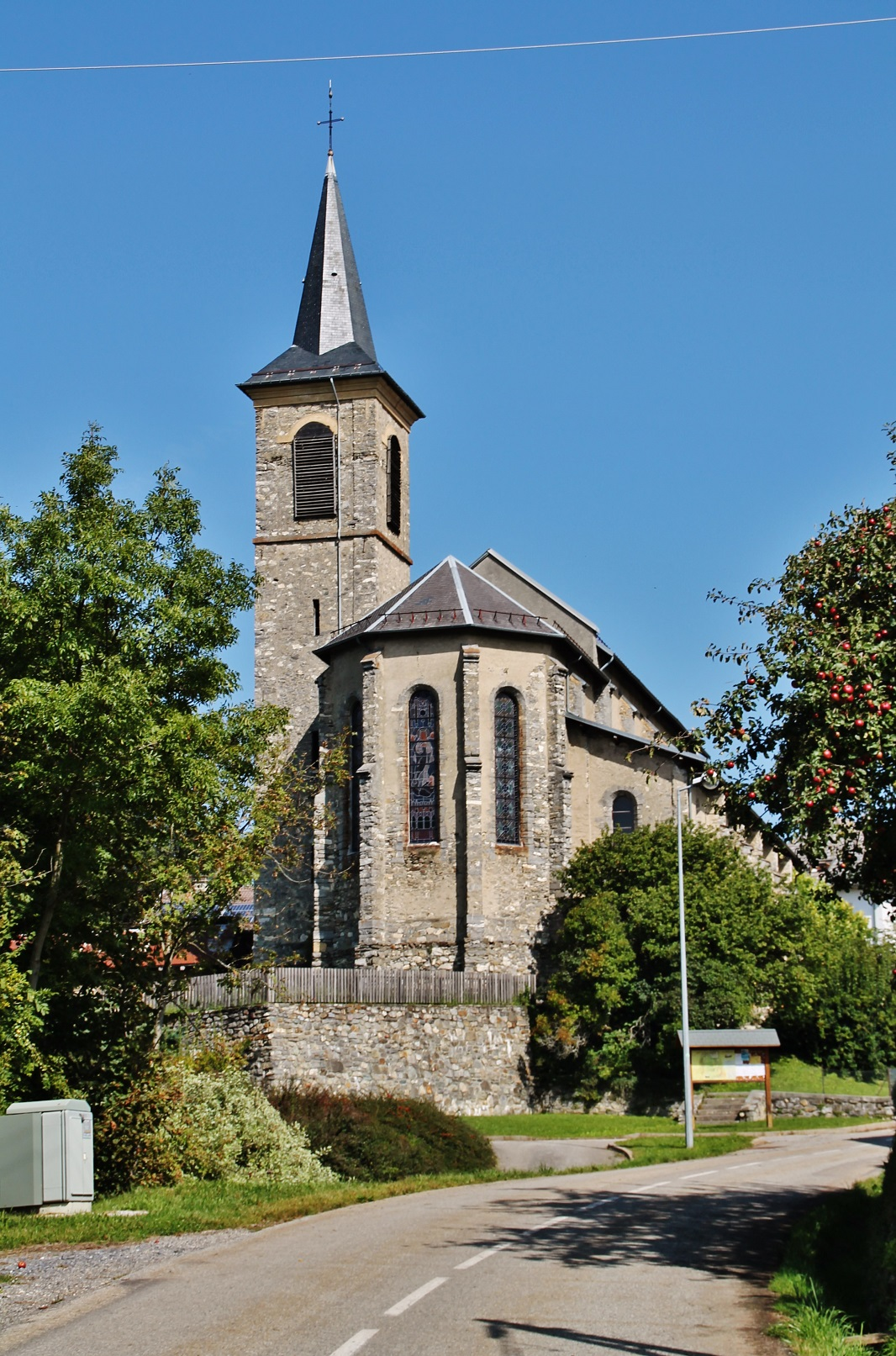
Kirche

## Bevölkerungsentwicklung
| Jahr                       | 1962 | 1968 | 1975 | 1982 | 1990 | 1999 | 2006 | 2013 |
| -------------------------- | ---- | ---- | ---- | ---- | ---- | ---- | ---- | ---- |
| Einwohner                  | 275  | 237  | 197  | 186  | 211  | 253  | 341  | 441  |
| Quellen: Cassini und INSEE |      |      |      |      |      |      |      |      |

## Sehenswürdigkeiten
- Kirche
- Schloss L'Huille, um 1600 erbaut